# Louisa Mark
Louisa Lynthia Mark, conocida como "Markswoman" (Londres, 11 de enero de 1960 – 17 de octubre de 2009), fue una cantante de lovers rock británica, conocida por sus trabajos de a mediados de los 70 y 80. Su sencillo de 1975 "Caught You in a Lie" es considerado como el primer sencillo de lovers rock.

## Biografía
Mark era hija de padres inmigrantes de Grenada, y creció en Shepherd's Bush. Empezó en el mundo de la música como vocalista de Dennis Bovell's Sufferer, a la que le siguió cantar en un club de Westbourne Park y en una participación en el concurso de cantante "Star Search" en el Four Aces club de Dalston, donde estuvo imbatida durante diez semanas.
El productor Lloyd Coxsone a finales de 1974, dio a Mark, de quince años, su primera sesión de grabación en el Gooseberry Studios, donde grabó la versión de Robert Parker "Caught You in a Lie" acompañada por la banda Matumbi. El sencillo también fue lanzado en Jamaica por Gussie Clarke. "Caught You in a Lie" es considerada como el primer sencillo de lovers rock de la historia. Fue un éxito casi instantáneo y, poco después, grabó una versión de "All My Loving" de The Beatles. Su carrera se vio interrumpida tras una disputa con Coxsone y se centró en terminar sus estudios.
Después de dejar el colegio, Mark volvió a su carrera musical trabajando para Trojan Records y con el mánager Clement Bushay y el arreglista Joseph "Tunga" Charles grabando "Keep it Like It Is".Se quedó con Bushay para futuros lanzamientos en su propio sello Bushays, incluida su interpretación de "Even Though You're Gone" de Michael Jackson, "Six Sixth Street" y su álbum debut Breakout (1981). No estaba contenta con el álbum ya que sentía que había sido lanzado antes de que estuviera debidamente terminado y no volvió a grabar durante más de un año. Mark regresó al estudio en 1982, grabando "Mum and Dad" (arreglado por Sly & Robbie).

## Muerte
El 18 de octubre de 2009 el locutor de BBC London Dotun Adebayo anunciaba la muerte de Mark a causa de un envenenamiento en Gambia, donde estaba residiendo. El 20 de octubre de 2009, Trojan Records confirmó la tragedia, añadiendo que se trataba de una úlcera estomacal.

## Discografía

### Álbumes
- Breakout (1981), Bushays

### Sencillos
- "Caught You in a Lie" (1975), Safari - 7"
- "All My Loving" (1975), Safari - 7"
- "Even Though You're Gone" (1978), Bushays - 12"
- "Six Sixth Street" (1978), Bushays
- "Caught You in a Lie" (1979), Voyage International - 12", B-side by Clinton Grant
- "People in Love" (1980), Radic - 12"
- "All My Loving (1984), Voyage International - 7"
- "Caught You in a Lie" (1984), Code - 12"
- "Hello There" (1984), Oak Sound - 12", Louisa Mark & Zabandis
- "Mum and Dad" (1982), Bushays, 12"
- "Keep It Like It Is" (1986), Trojan - 7"/12"
- "Reunited" b/w "Reunited Stepping Out" with Kevin & The Bushrangers, Bushays, BFM 113, 12"
- "Foolish Fool", Sky Note, 12"